# Ames Brothers
The Ames Brothers fue un cuarteto estadounidense de cantantes, formado por cuatro hermanos originarios de Malden (Massachusetts), que fueron particularmente famosos en la década de 1950 por sus éxitos de la música pop tradicional.

## Biografía
Los hermanos Urick nacieron en Malden (Massachusetts) . Joe (3 de mayo de 1921 - 22 de diciembre de 2007), Gene (13 de febrero de 1924 - 26 de abril de 1997), Vic (20 de mayo de 1925 - 23 de enero de 1978) y Ed Ames (9 de julio de 1927). Juntos formaron el grupo de canto Amory Brothers, que se convertiría en Ames Brothers.
Nacidos en una familia no profesional pero con aficiones musicales, los niños fueron criados escuchando música clásica y ópera. Sus padres, David y Sarah Urick, eran inmigrantes judíos rusos de Ucrania que leían Shakespeare y literatura clásica a sus nueve hijos desde el momento en que tenían la edad suficiente para escuchar.
Tres de los hermanos formaron un cuarteto con un primo llamado Lennie, y habían estado recorriendo las bases del ejército y la marina de los Estados Unidos entreteniendo a las tropas cuando les ofrecieron un trabajo en el club nocturno The Fox and Hounds, uno de los clubes más elegantes de Boston. Este compromiso de una semana se convirtió en varios meses cuando corrió el boca a boca sobre el talento del grupo. En ese momento se hacían llamar Amory Brothers. Un día, mientras buscaban en Leeds Publishing Company una canción llamada "Should I" que su madre les había pedido que cantaran, Milt Gabler de Decca Records los escuchó cantarla y les pidió que la grabaran.
Los hermanos acortaron Amory a Ames y se convirtieron en los primeros artistas en grabar para Coral Records, una subsidiaria de Decca. En enero de 1950 alcanzaron el éxito a nivel nacional con el disco "Rag Mop". Las actuaciones del grupo se convirtieron en habituales en programas de radio como Arthur Godfrey and His Friends. Fue uno de los primeros artistas en aparecer en el programa de televisión The Ed Sullivan Show, hicieron su debut con él cuando el programa se transmitió en vivo desde Wanamaker's Department Store.
Se convirtieron en el grupo mejor pagado en clubes nocturnos de todo Estados Unidos gracias a la popularidad en la televisión. En 1956, protagonizaron su propio programa, The Ames Brothers Show, que se emitía los viernes por la noche. Fue el primer programa de televisión sindicado que se mostró en países extranjeros. Los hermanos también aparecieron en The Pat Boone Chevy Showroom de ABC .
A lo largo de su carrera de quince años, su prolífico trabajo logró 49 entradas en las listas estadounidenses, 21 de ellas con el sello Coral Records antes de firmar con RCA Victor. El grupo se disolvió en 1963, pero Ed Ames continuó con una exitosa carrera como cantante y actor, incluyendo el papel del compañero de Daniel Boone, Mingo, en la popular serie de televisión de Daniel Boone.
Fueron incluidos en el Salón de la Fama de los Grupos Vocales en 1998.
Vic murió en un accidente automovilístico en 1978 a los 52 años, Gene murió de cáncer en 1997 a los 73 años y Joe murió de un ataque al corazón en 2007 a los 86 años.

## Discografía

### Sencillos
- 1947 "Caravan"
- 1947 "Goodnight My Love"
- 1948 "Tell Me a Story"
- 1948 "A Tree in the Meadow"
- 1948 "Where the Apple Blossoms Fall"
- 1949 "You, You, You Are the One"
- 1949 "I'm Just Wild About Harry"
- 1949 "Far Away Places"
- 1949 "Cruising Down the River"
- 1949 "It Only Happens Once"
- 1949 "Barroom Polka"
- 1949 "St. Bernard Waltz"
- 1949 "Lingering Down the Lane"
- 1949 "Sentimental Me"
- 1949 "Noah's Ark"
- 1949 "Hoop-De-Doo"
- 1949 "Good Fellow Medley"
- 1949 "White Christmas"
- 1950 "Sentimental Me"
- 1950 "(Put Another Nickel In) Music! Music! Music!"
- 1950 "I Didn't Kiss the Blarney Stone"
- 1950 "(Fifi) Bring Her Out Again"
- 1950 "Dormi, Dormi"
- 1950 "Stars Are the Windows of Heaven"
- 1950 "Can Anyone Explain (No, No, No)"
- 1950 "Twelve Days of Christmas"
- 1950 "Silent Night"
- 1950 "Hark!
- 1950 "Thirsty for Your Kisses"
- 1950 "Oh Babe!"
- 1950 "The Thing"
- 1951 "Meet Me Tonight in Dreamland"
- 1951 "Love's Old Sweet Song"
- 1951 "Music by the Angels"
- 1951 "More Than I Care to Remember"
- 1951 "Sentimental Me"
- 1951 "Can Anyone Explain (No, No, No)"
- 1951 "To Think You've Chosen Me"
- 1951 "I Don't Mind Being All Alone"
- 1951 "My Love Seranade"
- 1951 "Too Many Women"
- 1951 "Wang Wang Blues"
- 1951 "Hawaiian War Chant"
- 1951 "To You Sweetheart, Aloha"
- 1951 "Song of the Islands"
- 1951 "The Moon of Manakoora"
- 1951 "Only, Only You"
- 1951 "Undecided"
- 1951 "Sentimental Journey"
- 1951 "Jolly Old Saint Nicholas"
- 1952 "I Wanna Love You" /
- 1952 "I'll Still Love You"
- 1952 "Mother, at Your Feet Is Kneeling"
- 1952 "Dry Bones"
- 1952 "Joshua Fit De Battle of Jericho"
- 1952 "Stardust"
- 1952 "The Sheik of Araby"
- 1952 "Auf Wiederseh'n Sweetheart"
- 1952 "String Along"
- 1952 "My Favorite Song"
- 1952 "Sing a Song of Santa Claus"
- 1953 "No Moon at All"
- 1953 "You Are My Sunshine"
- 1953 "Can't I?"
- 1953 "Candy Bar Boogie"
- 1953 "Always In My Dreams"
- 1953 "You, You, You"
- 1953 "Lazy River"
- 1953 "My Love, My Life, My Happiness"
- 1953 "I Can't Believe That You're in Love with Me"
- 1953 "Boogie Woogie Maxixe"
- 1954 "The Man with the Banjo"
- 1954 "Man, Man, Is For The Woman Made"
- 1954 "Don't Believe a Word They Say"
- 1954 "Leave It to Your Heart"
- 1954 "Let's Walk and Talk"
- 1954 "Hopelessly"
- 1954 "One More Time"
- 1954 "The Naughty Lady of Shady Lane"
- 1954 "Addio"
- 1955 "Sweet Brown-Eyed Baby"
- 1955 "Gotta Be This or That"
- 1955 "My Bonnie Lassie"
- 1955 "The Next Time It Happens"
- 1956 "Forever Darling"
- 1956 "I'm Gonna Love You"
- 1956 "It Only Hurts for a Little While"
- 1956 "If You Wanna See Mamie Tonight"
- 1956 "49 Shades of Green"
- 1956 "Summer Sweetheart"
- 1956 "I Saw Esau"
- 1957 "I Know Only One Way to Love You"
- 1957 "Yeah, Yeah, Yeah"
- 1957 "Tammy"
- 1957 "Rockin' Shoes"
- 1957 "Melodie D'Amour"
- 1958 "Little Gypsy"
- 1958 "A Very Precious Love"
- 1958 "Stay"
- 1958 "Little Serenade"
- 1958 "Pussy Cat"
- 1958 "No One But You (In My Heart)

### Álbumes
- Sing a Song of Christmas (1950)
- Sweet Leilani (1951)
- Sentimental Me (1951)
- Home on the Range (1952)
- Favorite Spirituals (1952)
- Hoop-De-Doo (1952)
- In the Evening by the Moonlight (1953)
- Love's Old Sweet Songs (1955)
- The Magic Melting Pot of Melody with Hugo Winterhalter and His Orchestra (1956)
- Exactly Like You with Joe Reisman and His Orchestra (1956)
- The Ames Brothers with Hugo Winterhalter and His Orchestra (1956)
- My Love Serenade (1957)
- The Sounds of Christmas Harmony (1957)
- There'll Always Be a Christmas with Sid Ramin's Orchestra (1957)
- Destination Moon with Sid Ramin's Orchestra (1958)
- Smoochin' Time with Sid Ramin's Orchestra (1958)
- The Best of the Ames (1958)
- The Ames Brothers Sing the Best in the Country (1959)
- The Ames Brothers Sing Famous Hits of Famous Quartets with Hugo Winterhalter and His Orchestra (1959)
- Hello Amigos with Esquivel's Orchestra (1960)
- The Blend and the Beat (1960)
- Hello Italy! (arranged by Bill McElhiney) (1963)
- Knees Up! Mother Brown (1963)
- For Sentimental Reasons (1964)
- Down Memory Lane with the Ames Brothers (1964)
- The Best of the Ames (1975; reissue of the 1958 LP)
- The Very Best Of The Ames Brothers (1998)